# Aedes reali
Aedes reali är en tvåvingeart som beskrevs av Hamon och Adam 1958. Aedes reali ingår i släktet Aedes och familjen stickmyggor. Inga underarter finns listade i Catalogue of Life.